# Moran (Kansas)
Moran és una població dels Estats Units a l'estat de Kansas. Segons el cens del 2000 tenia 562 habitants.

## Demografia
Segons el cens del 2000, Moran tenia 562 habitants, 224 habitatges, i 140 famílies. La densitat de població era de 516,6 habitants/km².
Dels 224 habitatges en un 28,6% hi vivien nens de menys de 18 anys, en un 48,7% hi vivien parelles casades, en un 9,4% dones solteres, i en un 37,5% no eren unitats familiars. En el 31,3% dels habitatges hi vivien persones soles el 19,6% de les quals corresponia a persones de 65 anys o més que vivien soles. El nombre mitjà de persones vivint en cada habitatge era de 2,34 i el nombre mitjà de persones que vivien en cada família era de 2,99.
Per edats la població es repartia de la següent manera: un 24,7% tenia menys de 18 anys, un 7,7% entre 18 i 24, un 21,9% entre 25 i 44, un 20,5% de 45 a 60 i un 25,3% 65 anys o més.
L'edat mediana era de 42 anys. Per cada 100 dones de 18 o més anys hi havia 80,8 homes.
La renda mediana per habitatge era de 30.179 $ i la renda mediana per família de 37.750 $. Els homes tenien una renda mediana de 25.729 $ mentre que les dones 19.028 $. La renda per capita de la població era de 14.080 $. Entorn del 8,7% de les famílies i el 13,1% de la població estaven per davall del llindar de pobresa.

## Poblacions properes
El següent diagrama mostra les poblacions més properes.